# Raión de Stáraya Poltavka
El raión de Stáraya Poltavka (ruso: Старополта́вский райо́н) es un distrito administrativo y municipal (raión) ruso perteneciente a la óblast de Volgogrado. Se ubica en el noreste de la óblast. Su capital es Stáraya Poltavka.
En 2021, el raión tenía una población de 17 231 habitantes. Tres quintas partes de los habitantes son rusos étnicos y otro quinto son kazajos. El quinto restante se reparte entre muy diversas minorías étnicas, entre los que destacan los ucranianos y los tártaros del Volga, cada uno de los cuales forma el 5% de la población.
El raión es fronterizo al este con Kazajistán, y por el norte limita con la óblast de Sarátov. Al oeste y suroeste tiene costa en el embalse de Volgogrado: en su parte occidental pasa un tramo del propio río Volga y en el suroeste se halla la desembocadura embalsada del río Yeruslán, el principal curso de agua que atraviesa el territorio distrital. Su territorio es completamente rural.
Se ubica en un área habitada desde el siglo XVIII por los alemanes del Volga. Su territorio formó parte de la RASS de los Alemanes del Volga hasta 1941, cuando Stalin ordenó la expulsión de la población local a Siberia y Asia Central.

## Subdivisiones
Comprende cuarenta localidades rurales, agrupadas en los siguientes dieciocho asentamientos rurales:
- Beliáyevka
- Valúyevka
- Vérjniaya Vodianka
- Gmelinka
- Ilovatka
- Kano
- Kolýshkino
- Krasni Yar
- Kurnáyevka
- Liatoshinka
- Nóvaya Kvásnikovka
- Nóvaya Poltavka
- Novi Tíjonov
- Sáltovo
- Stáraya Poltavka (la capital)
- Torgún
- Járkovka
- Cherebayevo